# Лунчиле (Бузеу)
Лунчиле (рум. Luncile) — село у повіті Бузеу в Румунії. Входить до складу комуни Лопетарі.
Село розташоване на відстані 122 км на північ від Бухареста, 44 км на північний захід від Бузеу, 116 км на захід від Галаца, 74 км на схід від Брашова.

## Населення
За даними перепису населення 2002 року у селі проживали 849 осіб, з них 847 осіб (99,8%) румунів. Усі жителі села рідною мовою назвали румунську.